# Krumme 13
Krumme 13 (abreviada como K13) foi uma organização alemã de ativismo pedófilo. Publicou a revista Zeitschrift zur Emanzipation der Pädophilie até 1996. Também manteve uma biblioteca e um programa de ajuda para pedófilos encarcerados.

## História
Krumme 13 foi fundado em 1993 por Dieter Gieseking como um grupo de auto-ajuda. Krumme 13 defendia a descriminalização das relações consentidas entre adultos e meninos/adolescentes. O grupo pedia a eliminação dos artigos 184, 176 e 182 do Código penal alemão.
Em 2001 foi iniciada uma campanha mediática contra o K13, instigada por medios com Der Spiegel. Logo após teve lugar uma manifestação de neonazis contra a associação, à qual se enfrentaram grupos de contramanifestantes e que finalizou com a intervenção da polícia. Nesse mesmo ano, a associação Schotterblume enviou ao Bundestag uma petição assinada por 50 000 pessoas que pedia a proibição das associações pedófilas. O grupo gerou um grande interesse da imprensa entre o outono daquele ano e 2005, após a detenção de dois dos seus membros em razão de terem publicado, na página da associação, um alegado relato autobiográfico no qual descreviam uma relação sexual entre um menino de 11 anos e um adulto de 30 anos. Em setembro de 2005, os tribunais da Alemanha consideraram que esse relato não representava pornografia infantil, mas uma ficção.
Krumme 13 também recebeu críticas por parte doutros grupos pedófilos, como AG Pädo e Ipce, os quais consideravam Dieter Gieseking como sendo desfocado e vaidoso, e o grupo em si como prejudicial para o movimento pedófilo.
Após o fechamento do grupo, Dieter Gieseking continuou o sítio web da associação, ativo até hoje.